# コムロきどり
『コムロきどり』は、お笑い芸人の2丁拳銃を中心とし、リリースされたアルバム。2007年2月7日発売。

## 概要
- このCDは、2丁拳銃がすべての曲を歌っているのではなく、2丁拳銃が芸人に歌を作って歌ってもらうという企画により、誕生した（提案者は、FUJIWARAの藤本敏史[1]）。
- タイトル「コムロきどり」の意味は、小室哲哉になりきるという意味。また、このタイトルは小室哲哉に許可済み。
- このCDに収録されている曲は全てオリジナル曲ではなく、過去に2丁拳銃がリリースした曲もある。キングコングの梶原雄太が歌う「バカロケット」は、キングコングがbaseよしもとにいた時代にキングコングの単独でゲストに来た2丁拳銃が、作ると約束して出来たもので、この曲は、結構前に出来ている。
- 「いつまでも青春」は、テレビ番組「フジケン」から生まれた曲。
- 「ロックンロールダーツ2」は、ある芸人にこの曲をプレゼントするはずだったが、都合がつかずできなくなってしまった。なので曲風を変えて「ロックンロールダーツ2」にした。そのため、歌詞には、その芸人のコンビ名が隠れている。
- プロデューサーは元THE HIGH-LOWSのドラマーである大島賢治が担当。

## 収録曲
1. 44口径（作詞・作曲：甲本ヒロト、編曲：2丁拳銃）
  - 歌唱：川谷修士（2丁拳銃）×GB
2. いつまでも青春（作詞・作曲：小堀裕之、編曲：明石昌夫）
  - 歌唱：FUJIWARA×2丁拳銃
3. 新しい日記（作詞・作曲：川谷修士、編曲：大島賢治）
  - 歌唱：河本準一（次長課長）
4. キッス ミー プリーズ（作詞・作曲：川谷修士、編曲：大島賢治）
  - 歌唱：まちゃまちゃ
5. バカロケット（作詞・作曲：小堀裕之、編曲：石原慎一郎 & Love Rockers）
  - 歌唱：梶原雄太（キングコング）
6. ロックンロールダーツ2（作詞・作曲：小堀裕之、編曲：大島賢治）
  - 歌唱：川谷修士（2丁拳銃）
7. 泣かないぜ（作詞・作曲：川谷修士、編曲：石原慎一郎）
  - 歌唱：品川庄司
8. どうするふたり（作詞・作曲：小堀裕之、編曲：岩見和彦）
  - 歌唱：川谷修士（2丁拳銃）×ハリセンボン、
9. 青春デストロイ（作詞・作曲：小堀裕之、編曲：石原慎一郎）　
  - 歌唱：COWCOW
10. 青春ダイナマイト（作詞・作曲：futarizaka、編曲：石原慎一郎 & Love Rockers）
  - 歌唱：川谷修士（2丁拳銃）×間慎太郎
11. あなたの背中（作詞・作曲：小堀裕之、編曲：石原慎一郎 & Love Rockers）
  - 歌唱：タカアンドトシ
12. ひとり（作詞・作曲：小堀裕之、編曲：明石昌夫）
  - 歌唱：山田花子
13. 曲者（作詞：小堀裕之、作曲：竹森巧(アップダウン）、編曲：石原慎一郎 & Love Rockers）
  - 歌唱：川谷修士（2丁拳銃）